# Ville Münz u Puli
Ville Münz u Puli čine urbanističko-arhitektonsku cjelinu izgrađenu na početku 20. stoljeća u Kolodvorskoj ulici u Puli. Investitor u izgradnji bio je poduzetnik Jakob Ludwig Münz koji se već istaknuo gradnjom gradske tržnice, uvođenjem tramvaja itd.
Vile se nalaze u građevinskom nizu koji od hotela Riviere ide sjeverno prema željezničkom kolodvoru. Gradnja prvih kuća je započela 1904. godine, a dovršena 1905. godine. Projektanti koji su nadzirali gradnju bili su inženjer Enrico Polla i poslije njega bečki arhitekt Johann Pokorny. Do 1912. godine izgrađene su sve kuće u prepoznatljivom secesijskom stilu s obiljem arhitektonskih dekoracija florealnih motiva. Glavni projektant vjerojatno je bio Franz von Krauss, dok nije poznato jesu li i koliko udjela u projektiranju imali bečki arhitekt Johann Pokorny i domaći graditelji Enrico Polla, Rudolf Krischan i Virgilio Volpi.
Većina kuća je glavnim pročeljem okrenuta prema zapadu s pogledom na park i more. Sve imaju visoko prizemlje i tri kata stambene namjene, a pod ukođenom ravnom pločom krova etažu kombinirane uslužne i stambene namjene.

## Više informacija
- austro-ugarske vile i kuće u Puli
- Jakob Ludwig Münz

## Vanjske poveznice
- ĐILAS, Milica »Ville Munz« u Puli, urbanističko-arhitektonska cjelina s početka 20. stoljeća[neaktivna poveznica]